# Pyatt
Pyatt è un comune degli Stati Uniti d'America, situato in Arkansas, nella contea di Marion.